# Онондага (индейская резервация)
Онондага (англ. Onondaga Reservation) — индейская резервация, расположенная в центральной части штата Нью-Йорк, США.

## История
Во время Американской революции онондага хранили нейтралитет, хотя часть воинов присоединилась к набегам на американских поселенцев. Конгресс США оставил племени участок земли в штате Нью-Йорк, поскольку официально они не принимали участия в военных действиях. Впоследствии на этих землях в 1794 году для них была образована резервация Онондага. Некоторые онондага с большей частью мохоков и сенека ушли в Канаду, где британское правительство образовало для них резервацию.
Онондага в штате Нью-Йорк имеют традиционную форму правления, при которой вожди назначаются матерями кланов, а не избираются. 11 марта 2005 года племя подало иск о правах на землю в федеральный суд США, добиваясь признания права собственности на более чем 7 800 км² земель предков с центром в городе Сиракьюс. Апелляционный суд второго округа США отклонил иск племени в 2012 году, а Верховный суд — в 2013.

## География
Резервация расположена в центральной части округа Онондага, примерно в 8 км к югу от окружного центра города Сиракьюс, вдоль реки Онондага-Крик.
Общая площадь резервации составляет 23,93 км², из них 23,81 км² приходится на сушу и 0,12 км² — на воду. Административным центром резервации является статистически обособленная местность Недроу.

## Демография
Согласно федеральной переписи населения 2000 года в резервации проживало 1 473 человека, насчитывалось 304 домашних хозяйств и 311 жилых домов. Плотность населения Онондаги составляла 61,5 чел./км².  Расовый состав по данным переписи распределился следующим образом: 42,8 % белых, 1,7 % афроамериканцев, 51,8 % индейцев, 0,2 % океанийцев и 3,5 % представителей двух или более рас. Испаноязычные или латиноамериканцы любой расы составили 0,34 %.
Из 304 домашних хозяйств в 85,2 % — воспитывали детей в возрасте до 18 лет, 57,9 % — представляли собой совместно проживающие супружеские пары, в 15,8% — проживали женщины-домохозяйки без мужа, и 3,9% — не имели семей. 1,6% домохозяйств состояли из одного человека, и в 0,3% проживал один человек в возрасте 65 лет и старше.
Население резервации по возрастному диапазону распределилось следующим образом: 50,2 % — жители младше 18 лет, 6,6 % — от 18 до 24 лет, 28 % — от 25 до 44 лет, 11,7 % — от 45 до 64 лет, и 3,5 % — в возрасте 65 лет и старше. На каждые 100 женщин приходилось 108,6 мужчин.
Средний доход на одно домашнее хозяйство в индейской резервации составлял 65 655 долларов США, а средний доход на одну семью — 57 250 долларов. Мужчины имели средний доход в 44 688 долларов в год против 28 750 долларов среднегодового дохода у женщин.  Доход на душу населения в резервации составлял 15 425 долларов в год. Около 8,6 % семей и 7,6 % всего населения находились за чертой бедности, в том числе 8,6 % тех, кому ещё не исполнилось 18 лет, и 4,4% старше 65 лет.
В 2020 году в резервации проживал 831 человек. Расовый состав населения: белые — 454 чел., афроамериканцы — 1 чел., коренные американцы (индейцы США) — 281 чел., азиаты — 0 чел., океанийцы — 0 чел., представители других рас — 85 чел., представители двух или более рас — 10 человек. Испаноязычные или латиноамериканцы любой расы составили 56 человек. Плотность населения составляла 34,73 чел./км².
Многие представители народа онондага отказываются участвовать в переписи населения США, поскольку они не считают себя гражданами Соединённых Штатов. Поэтому отчёт о переписи населения в резервации Онондага даёт приблизительные сведения. По словам жительницы индейской резервации, выступавшей в 2001 году, в Онондаге с 1973 года все жители имеют ирокезское происхождение.

## Комментарии
1. ↑  В состав резервации входит часть населённого пункта.